# Золотниківська сільська рада
Золотникі́вська сільська́ ра́да — адміністративно-територіальна одиниця та орган місцевого самоврядування в Теребовлянському районі Тернопільської області. Адміністративний центр — село Золотники.

## Загальні відомості
- Золотниківська сільська рада утворена в 1991 році.
- Територія ради: 5,743 км²
- Населення ради: 1 789 осіб (станом на 2001 рік)
- Територією ради протікає річка Стрипа.

## Населені пункти
Сільській раді були підпорядковані населені пункти:
- с. Золотники

## Склад ради
Рада складалася з 16 депутатів та голови.
- Голова ради: Рудик Володимир Зіновійович
- Секретар ради: Фецан Світлана Несторівна

### Керівний склад попередніх скликань
| Прізвище, ім'я, по батькові | Основні відомості                                                                          | Дата обрання | Дата звільнення |
| --------------------------- | ------------------------------------------------------------------------------------------ | ------------ | --------------- |
| Рудик Володимир Зіновійович | Сільський голова, 1957 року народження, освіта вища                                        | 26.03.2006   | 31.10.2010      |
| Рудик Володимир Зіновійович | Сільський голова, 1957 року народження, освіта вища, член політичної партії «Наша Україна» | 31.10.2010   |                 |

Примітка: таблиця складена за даними сайту Верховної Ради України

### Депутати
За результатами місцевих виборів 2010 року депутатами ради стали:

#### За суб'єктами висування
| Суб'єкт висування | Кількість обраних депутатів | %   |
| ----------------- | --------------------------- | --- |
| Самовисування     | 16                          | 100 |

#### За округами
| № округу | Прізвище, ім'я, по батькові   | Дата визнання обраним | Освіта             | Партійна приналежність                        | Відомості про обраного депутата                |
| -------- | ----------------------------- | --------------------- | ------------------ | --------------------------------------------- | ---------------------------------------------- |
| 1        | Фармус Володимир Васильович   | 03.11.2010            | середня спеціальна | позапартійний                                 | пенсіонер                                      |
| 2        | Блонський Іван Іванович       | 03.11.2010            | середня            | позапартійний                                 | ТВП — 4, студент                               |
| 3        | Рудик Володимир Володимирович | 03.11.2010            | вища               | позапартійний                                 | ТДТУ ім. І.Пулюя, студент                      |
| 4        | Саньоцька Ольга Василівна     | 03.11.2010            | середня спеціальна | член Всеукраїнського об'єднання «Батьківщина» | Золотниківська КРЛ, акушер                     |
| 5        | Фецан Світлана Несторівна     | 03.11.2010            | вища               | член Політичної партії «Наша Україна»         | Золотниківська сільська рада, секретар         |
| 6        | Дохват Борис Богданович       | 03.11.2010            | вища               | позапартійний                                 | ТКТЕ м. Тернопіль, студент                     |
| 7        | Качур Роман Михайлович        | 03.11.2010            | вища               | позапартійний                                 | тимчасово не працює                            |
| 8        | Медвідь Ярослав Михайлович    | 03.11.2010            | середня спеціальна | позапартійний                                 | тимчасово не працює                            |
| 9        | Вівсяний Віталій Васильович   | 03.11.2010            | середня спеціальна | позапартійний                                 | Золотниківський дорожній відділ, різно-робочий |
| 10       | Пекельний Володимир Дмитрович | 03.11.2010            | середня спеціальна | позапартійний                                 | тимчасово не працює                            |
| 11       | Косович Марія Володимирівна   | 03.11.2010            | середня спеціальна | позапартійна                                  | Золотниківська КРЛ, санітарка                  |
| 12       | Кекіш Андрій Павлович         | 03.11.2010            | середня спеціальна | позапартійний                                 | тимчасово не працює                            |
| 13       | Теслюк Богдан Ярославович     | 03.11.2010            | вища               | позапартійний                                 | ТОВ «Диво» м. Тернопіль, інженер               |
| 14       | Барський Ярослав Антонович    | 03.11.2010            | середня            | позапартійний                                 | МПК Золотники, керівник                        |
| 15       | Вінтоняк Василь Іванович      | 03.11.2010            | середня            | позапартійний                                 | ТОВ «Захід агро-продукт», сторож               |
| 16       | Пекельний Олег Ярославович    | 03.11.2010            | середня спеціальна | позапартійний                                 | Чортківська дистанційна колія, монтер          |